# Roxanne Bouchard
Pour les articles homonymes, voir Bouchard.
Roxanne Bouchard, née le 10 juillet 1972 à Saint-Jérôme, est une écrivaine québécoise. Elle enseigne la littérature au Cégep de Joliette depuis 1994.

## Biographie
Elle est titulaire d'un baccalauréat en littérature française de l'Université de Montréal et a obtenu en 1998 une maîtrise en arts et lettres à l'UQAM.
Son roman Whisky et Paraboles a mérité le Prix Robert-Cliche 2005 et le Grand prix de la relève littéraire Archambault 2007 accordés à une première œuvre publiée. Il s'agit de l'histoire d'une jeune femme qui quitte tout pour se retrouver en s'isolant au fond des bois. Elle y parvient en renouant avec les valeurs québécoises du passé, soit la maternité et la foi.
En 2006, Roxanne Bouchard a décidé d'aller en mer. Elle a appris à faire de la voile, d'abord sur le Saint-Laurent, ensuite en Gaspésie. C'est là que des pêcheurs l'ont invitée à leur bord, pour lever les cages à homards et constater de visu que les levers de soleil sur Bonaventure ne mentent jamais. Nous étions le sel de la mer est né lors de ces rencontres avec les marins et l'horizon.
En 2007, elle récidive avec La Gifle, un roman humoristique qui fait d'un peintre au talent douteux la cible des gifles que les femmes souhaiteraient lui administrer généreusement.
Crématorium Circus, son troisième roman, paru en 2012, fait partie du cycle L'Orphéon. L'Orphéon, c'est un édifice à bureaux de cinq étages. Chaque étage est occupé par un romancier différent. Le projet inclut donc cinq romanciers: Stéphane Dompierre, Geneviève Jannelle, Véronique Marcotte, Patrick Senécal et Roxanne Bouchard. Chaque romancier a écrit un roman dont l'action se situe sur un étage. Crématorium Circus raconte l'histoire d'un salon funéraire de luxe (qui se situe au 4e étage) qui accueille, au cours d'une semaine folle, des artistes de cirque frappés par un accident. Bouchard a opté pour un genre humoristique: le burlesque.
Dans En terrain miné - correspondance en temps de guerre, oeuvre parue en 2013 que la romancière signe avec un soldat canadien en mission en Afghanistan, le caporal Patrick Kègle, Bouchard offre un échange intime avec ce dernier. Elle publie des lettres (légèrement remaniées) que les deux auteurs ont échangées pendant cinq ans.
D'abord antimilitariste, elle finit par douter et par se ranger du côté des pacifistes.

## Œuvres

### Romans
- Whisky et Paraboles, Montréal, Éditions VLB, 2005, 276 p. (épuisé)  (ISBN 9782890059238)
  - Whisky et Paraboles, réédition dans la collection de poche Typo, 2008.  (ISBN 9782892952261)

- La Gifle, Montréal, Éditions Coups de tête, 2007, 112 p.  (ISBN 9782923603018)
- La gifle : mode d'emploi, Montréal. Typo, 2016, 112 p.  (ISBN 9782892954227)
- Crématorium Circus, Montréal, Éditions VLB, coll. « L'Orphéon », 2012, 200 p.  (ISBN 9782896494217)
- En terrain miné. Correspondance en temps de guerre. Roxanne Bouchard et Patrick Kègle, Montréal, Éditions VLB, 2012, 240 p.  (ISBN 9782896493470)
- J't'aime encore : monologue amoureux, Montréal, Éditions VLB, 2016, 128 p.  (ISBN 9782896497089)
- Cinq balles dans la tête : récit de guerre, Montréal, Québec Amérique, 2017, 304 p. (ISBN 9782764435441)

### SérieJoaquin Moralès
- Nous étions le sel de la mer, Montréal, Éditions VLB, 2014, 350 p.  (ISBN 9782896495825)
  - Édition anglaise : We Were the Salt of the Sea, traduction de David Warriner, Orenda Books, 28 février 2018.  (ISBN 9781912374038)
- La Mariée de corail, Montréal, Libre Expression, 2020, 360 p.  (ISBN 9782764814079)
  - Édition anglaise : The Coral Bride, traduction de David Warriner, Orenda Books, août 2020.  (ISBN 9781913193324)
- Le Murmure des hakapiks, Libre Expression, 2021, 264 p.  (ISBN 9782764814925)

### Adaptations pour le théâtre
- Bascule (2010)
- À travers elle (2014-2016)
- J’t’aime encore, monologue amoureux (2018)[6]
- Cinq balles dans la tête (2024)[7]
  - Texte de l'adaptation théâtrale: Cinq balles dans la tête, Montréal, Leméac, coll. « Théâtre », 2024.  (ISBN 9782760905016)

## Prix et distinctions
- 2005 : Lauréate, Prix Robert-Cliche, pour Whisky et paraboles[8]
- 2006 : Nomination, Prix Anne-Hébert, pour Whisky et paraboles[source secondaire souhaitée]
- 2007 : Lauréate, Grand prix de la relève littéraire Archambault, Whisky et paraboles[9]
- 2007 : Lauréate, Grands Prix Desjardins de la culture de Lanaudière, Prix Relève[10]
- 2013 : Lauréate, Grands Prix Desjardins de la culture de Lanaudière, Prix Littérature, pour En terrain miné : correspondance en temps de guerre[11]
- 2015 : Finaliste, Prix littéraire France-Québec, pour Nous étions le sel de la mer[12]
- 2015 : Finaliste, Prix Tenebris des Printemps meurtriers, pour Nous étions le sel de la mer[13]
- 2018 : Lauréate, Grands Prix Desjardins de la culture de Lanaudière, Prix Littérature. Cinq balles dans la tête[14]
- 2018 : Finaliste, First Book Award, Edinburgh International Book Festival (en), Écosse, We Were the Salt of the Sea[source secondaire souhaitée]
- 2019 : David Warriner est finaliste au Scott Moncrieff Prize - French, pour sa traduction du roman Nous étions le sel de la mer (We Were the Salt of the Sea)[15]

- 2021 : Finaliste, Prix Dagger for Crime fiction in translation, Dagger Awards, Londres, The Coral Bride[16]
- 2021 : Lauréate, Prix d’excellence Crime Writers of Canada — Meilleur ouvrage policier en langue française au Canada, pour La mariée de corail[17]
- 2021 : Lauréate, Grands Prix Desjardins de la culture de Lanaudière, Prix Littérature[18]
- 2021 : Finaliste, Prix Saint-Pacôme du roman policier, pour La mariée de corail[19]
- 2022 : Finaliste, Prix Saint-Pacôme du roman policier, pour Le murmure des hakapiks[20]
- 2022 : Finaliste, Prix d’excellence Crime Writers of Canada — Meilleur ouvrage policier en langue française au Canada, pour Le murmure des hakapiks[21]
- 2023 : Mention spéciale « Polar derrière les murs » des Quais du Polar, pour Nous étions le sel de la mer[22]
- 2023 : Finaliste, Prix Polar des bibliothécaire (Lyon), pour Nous étions le sel de la mer[23]
- 2023 : Sélection de septembre, Grand Prix des lectrices Elle, pour La mariée de corail[24]

- 2023 : Lauréate, Prix des lecteurs du Quais du polar, pour Nous étions le sel de la mer[25]
- 2023 : Lauréate, Prix Compagnie des Pêches du Festival Étonnants voyageurs, pour Nous étions le sel de la mer[26]
- 2024 : Lauréate, Prix Mystère de la critique, pour La mariée de corail[27]